# Гучков, Фёдор Иванович
Фёдор Иванович Гучков (1860, Москва — 1913, Москва) — русский купец, общественный и политический деятель, один из основателей партии «Союз 17 октября».

## Биография
Родился в 1860 году в Москве в семье купца 1-й гильдии, совладельца торгового дома «Гучкова Ефима сыновья», мануфактур советника Ивана Ефимовича Гучкова, который был женат на обрусевшей француженке. Потомственный почётный гражданин.
Среднее образование получил в 5-й Московской гимназии, по окончании которой поступил на военную службу. В 1881 году окончил 3-е военное Александровское училище, откуда выпущен был подпоручиком в 1-й лейб-гренадерский Екатеринославский полк. Был произведен в поручики. Тяготясь однообразной гарнизонной службой в большом городе, захотел перейти в казачьи части и 18 марта 1894 года был переведен в 1-й пеший пластунский батальон Кубанского казачьего войска, с переименованием в сотники.
В 1895 вместе с братом Александром совершил путешествие по населённым армянами территориям Османской империи, в которых тогда проходили антитурецкие выступления. Собрал материалы, которые затем были использованы при составлении сборника о положении армян в Турции. В 1898 уехал на Дальний Восток, где поступил на службу офицером охраны на строительстве Китайско-Восточной железной дороги. В 1899 году в качестве добровольца (вместе с братом А. И. Гучковым) отправился в Трансвааль, где участвовал в англо-бурской войне на стороне буров. После поражения буров Фёдор Гучков вернулся в Маньчжурию и принял участие в китайском походе генерала П. К. Ренненкампфа во время ихэтуаньского восстания 1899—1901 годов. В начале 1900-х годов стал попечителем московского Александровско-Басманного городского мужского училища. После начала русско-японской войны возглавил летучий санитарный отряд Красного Креста при Сибирском корпусе генерала Н. И. Иванова.
Фёдор Гучков был одним из основателей либерально-консервативной партии «Союз 17 октября». С 1907 года — фактический руководитель газеты «Голос Москвы».

## Семья
Братья:
- Николай Иванович (1860—1935) — брат-близнец; московский городской голова (1905—1912), действительный статский советник;
- Александр Иванович (1862—1936) — лидер партии «Союз 17 октября», председатель III Государственной думы, военный и морской министр Временного правительства (1917);
- Константин Иванович (1865—1934) — предприниматель.

## Награды
- Орден Святой Анны 4-й ст. с надписью «за храбрость» «за отличия в делах против китайцев» (ВП 11.07.1901)
- Орден Святого Станислава 3-й ст. с мечами и бантом «за отличия в делах против китайцев» (ВП 27.01.1902)
- Орден Святой Анны 3-й ст. «за труды, понесенные во время военных действий» (ВП 4.02.1906)
- Орден Святого Станислава 2-й ст. с мечами «за отличия в делах против японцев» (ВП 4.11.1906)